# 格羅德諾城堡

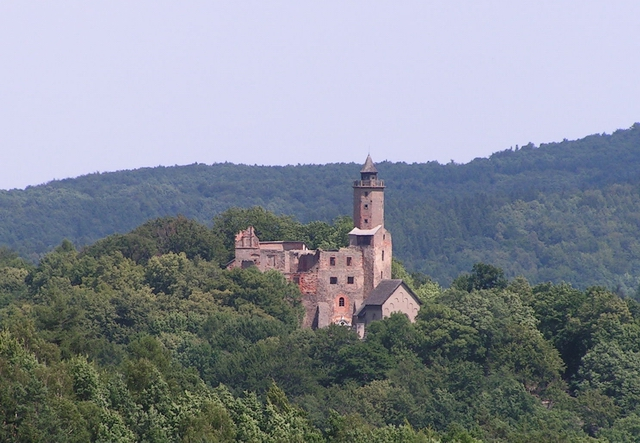
格羅德諾城堡

格羅德諾城堡（Grodno Castle）是波蘭的一座城堡，位於波蘭南部。格羅德諾城堡修建於1193年，由波勒斯瓦夫公爵建造。城堡曾是賈沃爾公國和波希米亞王國之間防線的一部分。